# Epicadus granulatus
Epicadus granulatus là một loài nhện trong họ Thomisidae.
Loài này thuộc chi Epicadus. Epicadus granulatus được Richard C. Banks miêu tả năm 1909.